# ロジャーズ・レンジャーズ
ロジャーズ・レンジャーズ（Rogers' Rangers）は、フレンチ・インディアン戦争中の、イギリス軍直属のアメリカ植民地民兵による独立部隊である。この軍の訓練は、非公式に少佐のロバート・ロジャーズにゆだねられ、運動能力に優れた軽歩兵隊として、偵察と、距離のある相手を標的にした。ロジャーズ・レンジャーズの戦術は大胆かつ効果的なもので、1750年代の終わりには、イギリス本国軍の主たる偵察用部隊となった。敵の諜報収集に重用され、後に、この部隊の何人かの兵はアメリカ独立戦争に大きな影響を与える指導者となった。有名な隊員の中には、レキシントン・コンコードの戦いでパトリオットの民兵として参戦した者もいる。

## レンジャーズの歴史

### フレンチ・インディアン戦争

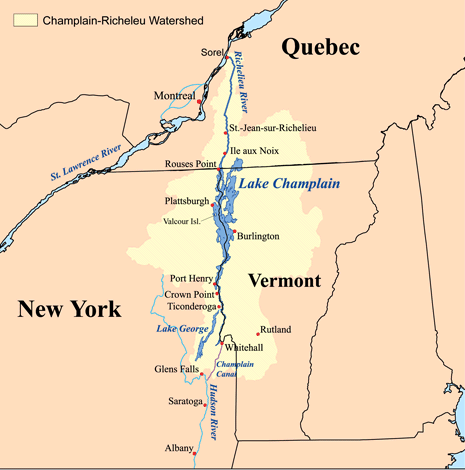
シャンプラン湖周辺、南にカリヨン砦（タイコンデロガ砦）がある。

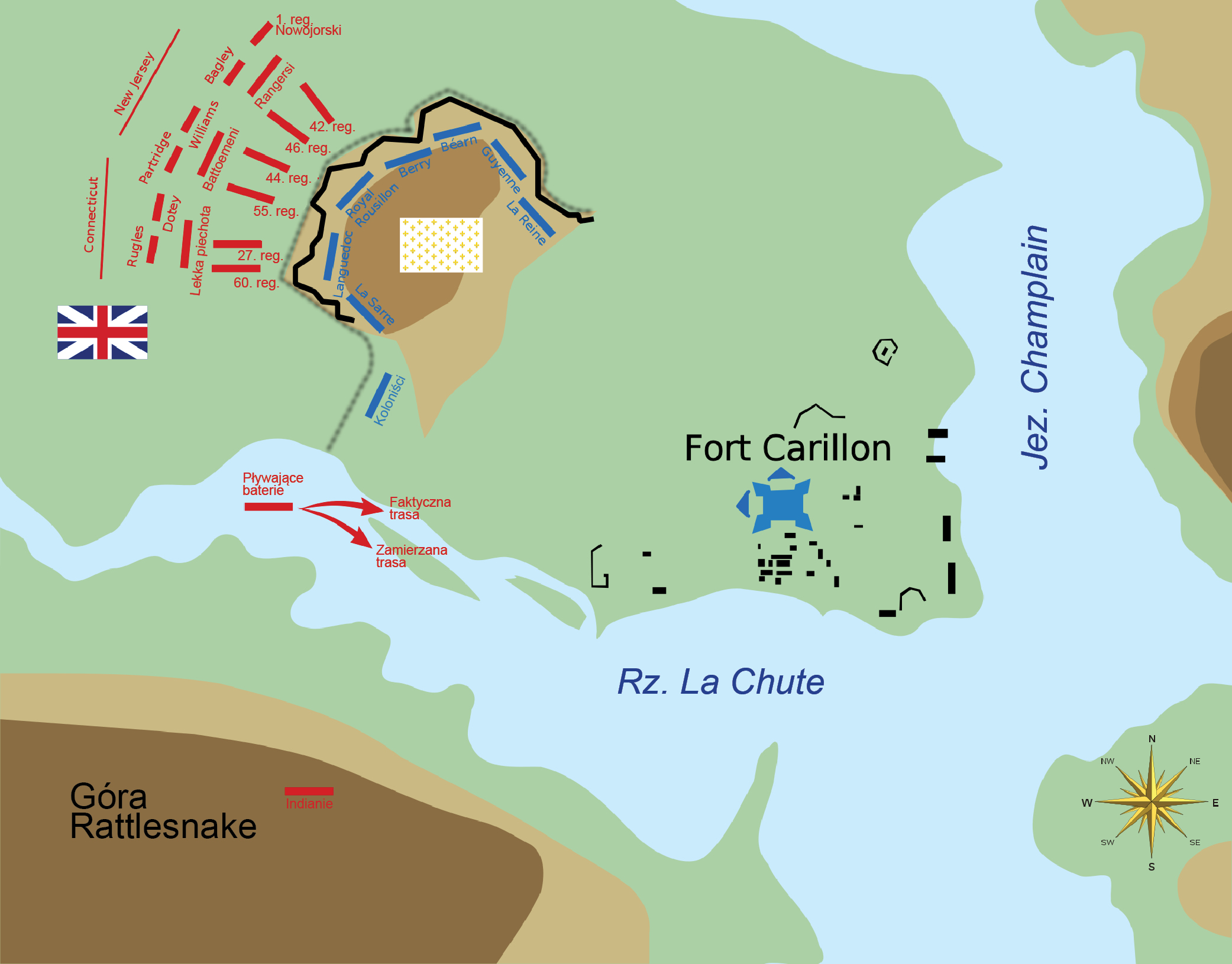
カリヨンの戦いの両軍布陣図、左上のイギリス軍後衛にRangersとある。

アメリカ陸軍の歴史は、独立戦争よりも古い。1700年代の半ば、民兵隊大尉のベンジャミン・チャーチと、少佐のロバート・ロジャーズとがそれぞれ、フィリップ王戦争とフレンチ・インディアン戦争とでレンジャー部隊を編成した。ロジャーズは19条からなるロジャーズの原則を物し、今の時代にもその原則は受け継がれている。1755年、ニューハンプシャーの民兵隊が正式に活動し、ロバート・ロジャーズは、第一中隊の隊長として大尉に就任し、中尉のジョン・ストークと共に隊員となる猟兵（レンジャー）を集めた。この連隊の軍服と帽子はは緑で統一されていた。ロジャーズ・レンジャーズは、ニューヨーク植民地のジョージ湖、シャンプラン湖周辺で主に活動し、冬場に、かんじきをはいて結氷した川を渡り、フランスの入植地や砲台を襲撃した。この1757年のかんじきの戦いで、ロジャーズは一躍名を挙げた。イギリスの正規兵からは、特に敬意を受けてはいなかったが、この地域で活動する数少ない非インディアン組織であった。冬の酷寒と山の多い土地は条件としてはかなり厳しかった。
1757年1月21日、最初のかんじきの戦いで、ロジャーズの74人のレンジャーたちは、シャンプラン湖南部のカリヨン砦の近くで、7人のフランス兵を待ち伏せし、捕虜とした。また、約100人のフランス兵、カナダの民兵隊、そしてオハイオカントリーから来たオタワ族兵と衝突し、死傷者を出したのち撤退した。報告書によれば、フランス軍は戦術面で不利な立場だった。彼らはかんじきをつけておらず、膝まで雪に埋もれて動きが取れなかったのだった。フランシス・パークマンによれば、レンジャーズの戦死者は14人、捕囚6人で、無傷で戻った者48人、負傷して戻った者が6人である。89人の正規兵、90人のカナダの民兵、そしてインディアンから成るフランス軍は37人が死傷した。

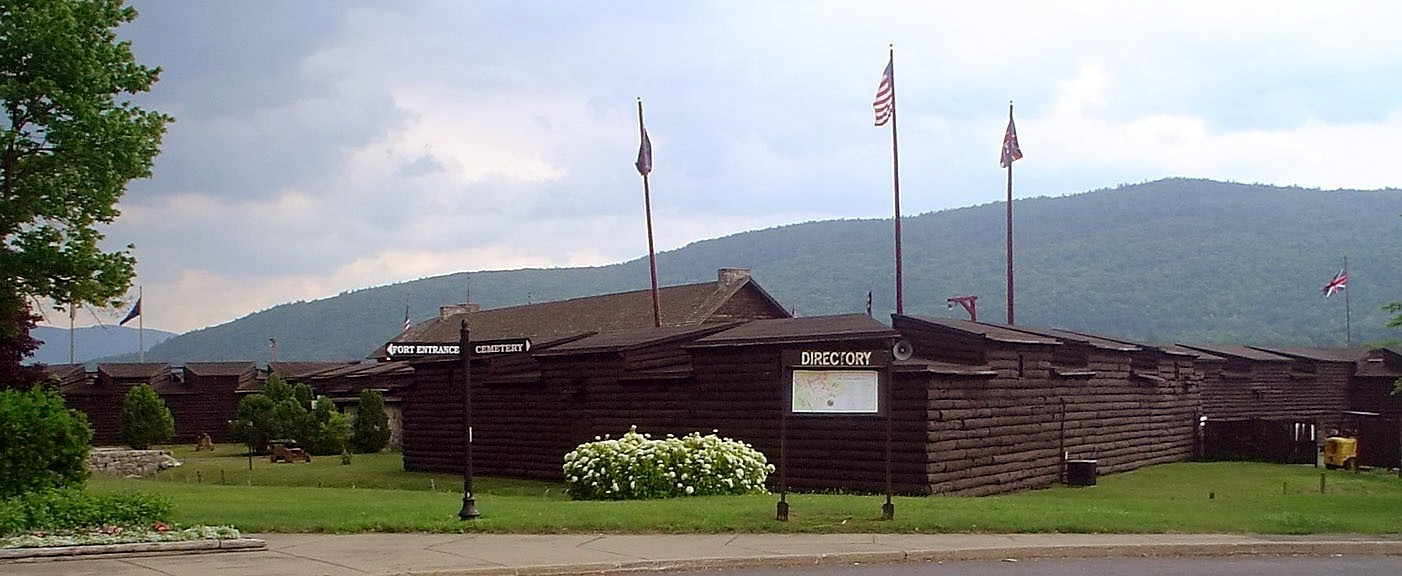
ウィリアム・ヘンリー砦

1757年8月に、イギリス軍がフランスにウィリアム・ヘンリー砦を明け渡したのち、レンジャーズはニューヨークのエドワード砦の近くの、ロジャーズアイランドに駐留した。ここには多くの設備があり、天然痘の患者を収容する病院まであった。この地でレンジャーズは訓練を行った。

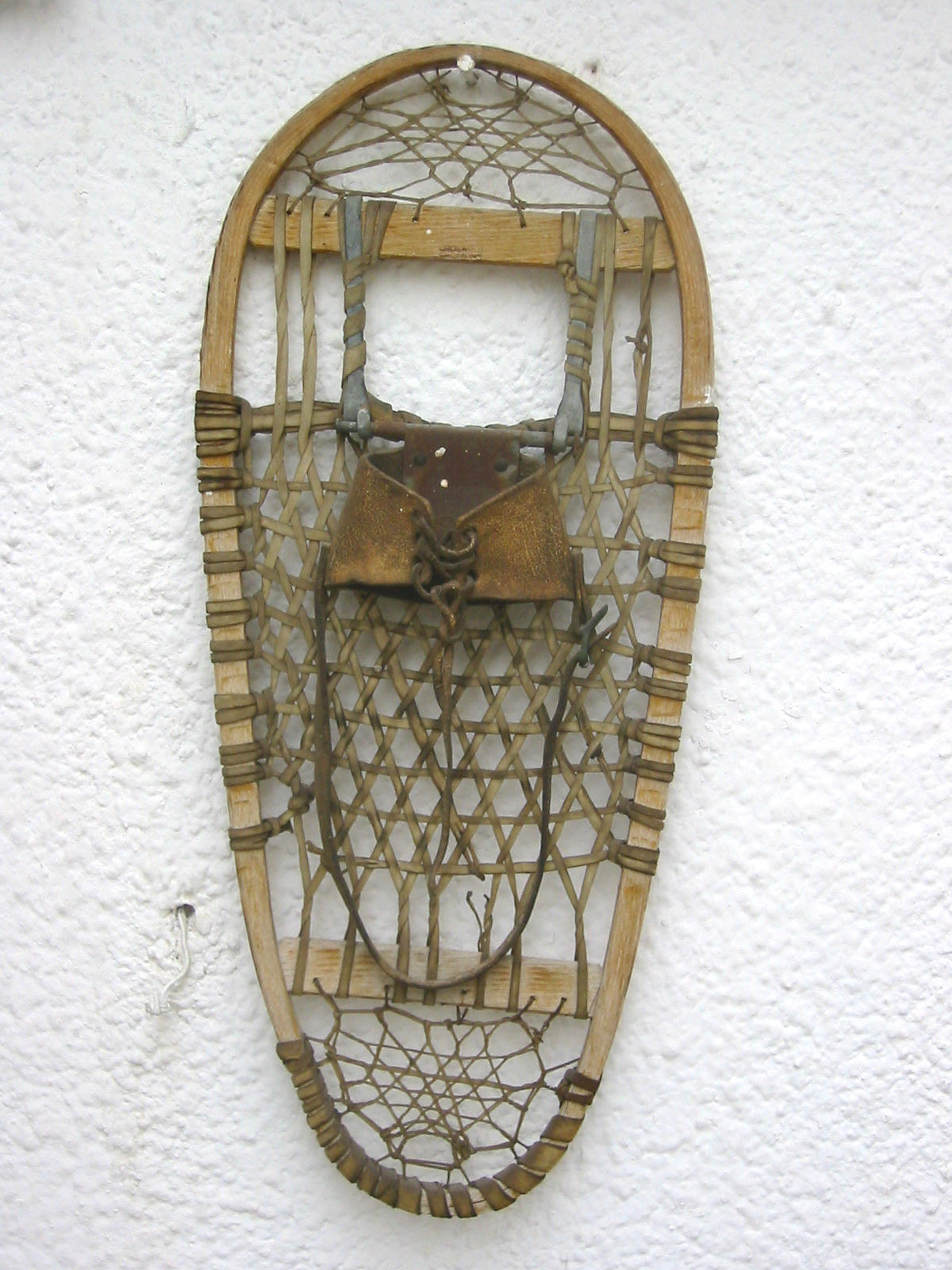
北アメリカで使われるかんじきの一つ

1758年の3月13日、2度目のかんじきの戦いで、レンジャーズはフランスとインディアンの連合軍に相手に陣容を立て直すことができず、敵に挟み撃ちにされそうになり、ロジャーズは、高台へ退却するように命じた。この途中で50人の兵を失ったと、後にロジャーズは日誌に書いている。その後も苦戦を強いられたロジャーズは、将校の任命状が入った 自分の軍服のコートを脱いで放った。それを後になって発見したフランス軍は、ロジャーズが死んだものと思い込んだ。しかしロジャーズは、その後撤退した。この時、山肌を滑って、結氷したジョージ湖の湖面にたどり着いたといわれている。この逸話にさしたる根拠はないが、その岩山は後に「ロジャーズ・スライド」（ロジャーズの滑り）またはロジャーズ・ロックとして知られるようになった。ロジャーズは生き残った52人のレンジャーズとぼつぼつとエドワード砦に戻った。そのうち8人は重傷だった。この戦闘で124人の兵士が戦死し、彼の従卒も退却中に引いた風邪がもとで死んだ。
ロジャーズの見積もりによると、この戦いでのフランス軍の戦死者は、最初の待ち伏せでフランス兵とインディアン兵が40人、その後の戦いで60人で、負傷者は千人を下らないとしている。しかし、エベクール大尉がモンカルム将軍に提出した報告書では、インディアン兵8人が戦死、17人のインディアン兵が負傷してうち2名がそのため死亡、そしてカナダ兵の負傷が3人となっている 。
ロジャーズ・レンジャーズはカリヨンの戦いで、ジョージ・ハウの命を受けて、偵察とシャンプラン湖測量の任務に就いた。しかしハウが戦死し、カリヨン砦での戦闘においては、トマス・ゲイジの第80軽歩兵連隊と共に、イギリス陣のへりに当たる部分で、フランス兵を相手防御の背後へ押し戻した。

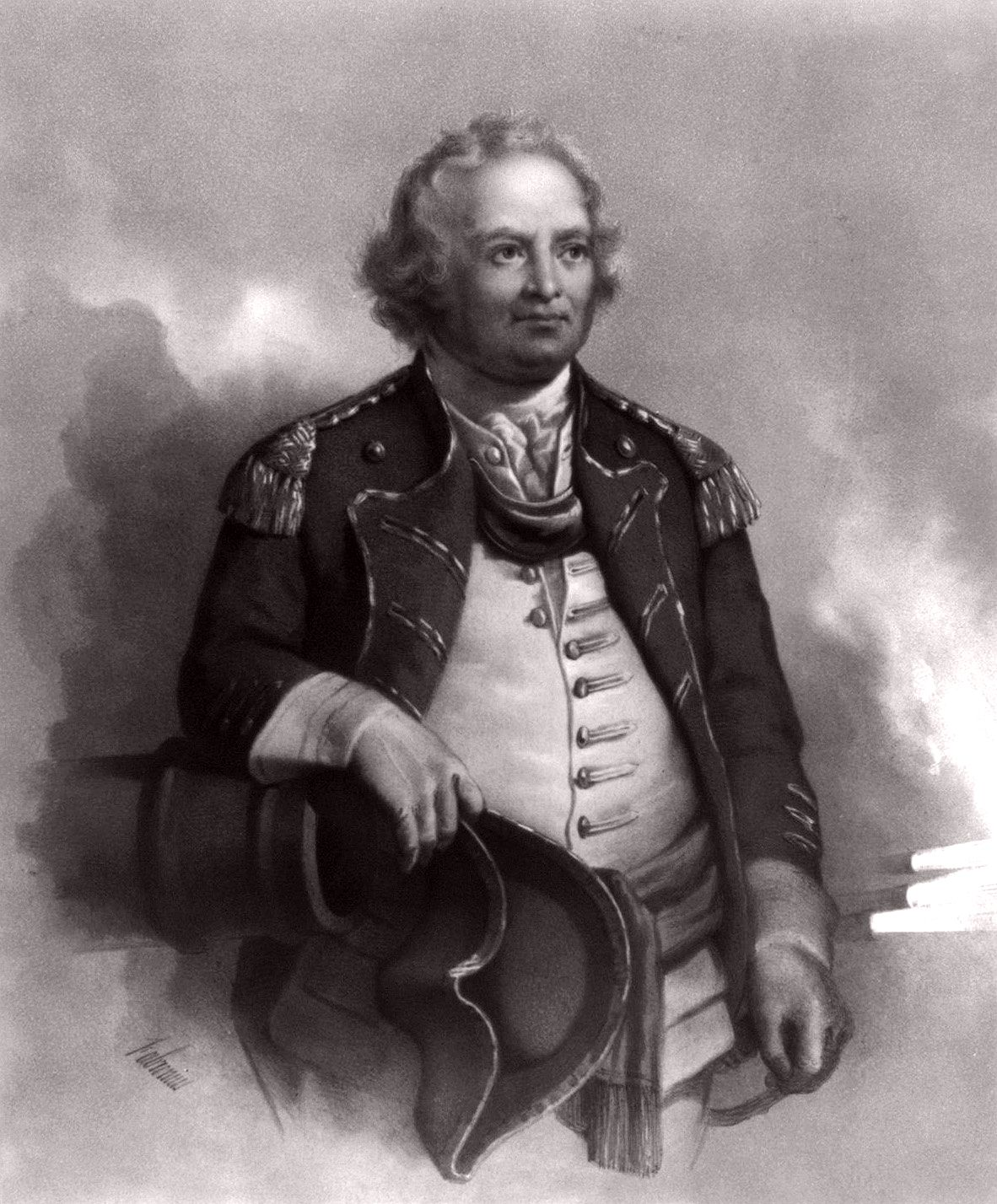
イスラエル・パットナム（アメリカ独立戦争時）

1758年8月8日、ニューヨークのクラウンポイントの近くで、レンジャーズと軽歩兵隊、そして民兵とが、フランス軍の大尉マリン率いる、カナダ人とインディアンの450人部隊に待ち伏せされた。この襲撃で、レンジャーズ少佐のイスラエル・パットナムが捕囚された。歴史家フランシス・パークマンによれば、イギリス兵49人が死んで、フランス軍が100人以上を殺したとなっている。しかし他の資料によれば、フランス軍の犠牲者は、4人のインディアン兵と6人のカナダ兵が戦死、そして4人のインディアン兵と、士官や士官候補生を含む6人のカナダ兵が負傷したとしている。
1759年9月13日、ロジャーズは、ジェフリー・アマーストから、ケベックのサンフランソワ・ド・リュクにある、アベナキ族の集落を破壊するよう極秘の命令を受けた、この集落は、フランスびいきな場所であった。レンジャーズには、アベナキ族に家族や友人を殺された兵士も多かったため、報復の意味もあり、ロジャーズは190人に及ぶ部隊を率いてクラウンポイントを発ち、サンフランソワへと向かった。1759年10月4日未明の攻撃と集落破壊の後、ロジャーズ・レンジャーズは、サンフランソワ川の東を通って撤退したが、その撤退中に、アベナキ族の集落から持ち出したトウモロコシも底をつき、食糧を得ようと苦心した挙句、ロジャーズはコネチカット川をカヌーでナンバーフォー砦まで下り、何隻ものカヌーに物資を積んで戻ってきた。
このサンフランソワの襲撃では、ロジャーズは200人を殺し、20人の女子供を捕虜にすべく残しておいたが、そのうち捕虜にしたのは子供5人で、他はその場を立ち去らせたと主張した。フランスの記録では殺されたのは30人のみで、うち20人が女子供であったとしている。フランシス・パークマンによれば、この襲撃でレンジャーズの兵士1人が戦死、6人が負傷したが、退却の間に、レンジャーズの分隊の一つから5人が捕囚され、また別の、約20人の分隊ではほぼ全員が殺され、または捕囚されたとしている。
また襲撃に加わった142人のうち、69人が死んだともいわれる。

### ポンティアック戦争とアメリカ独立戦争

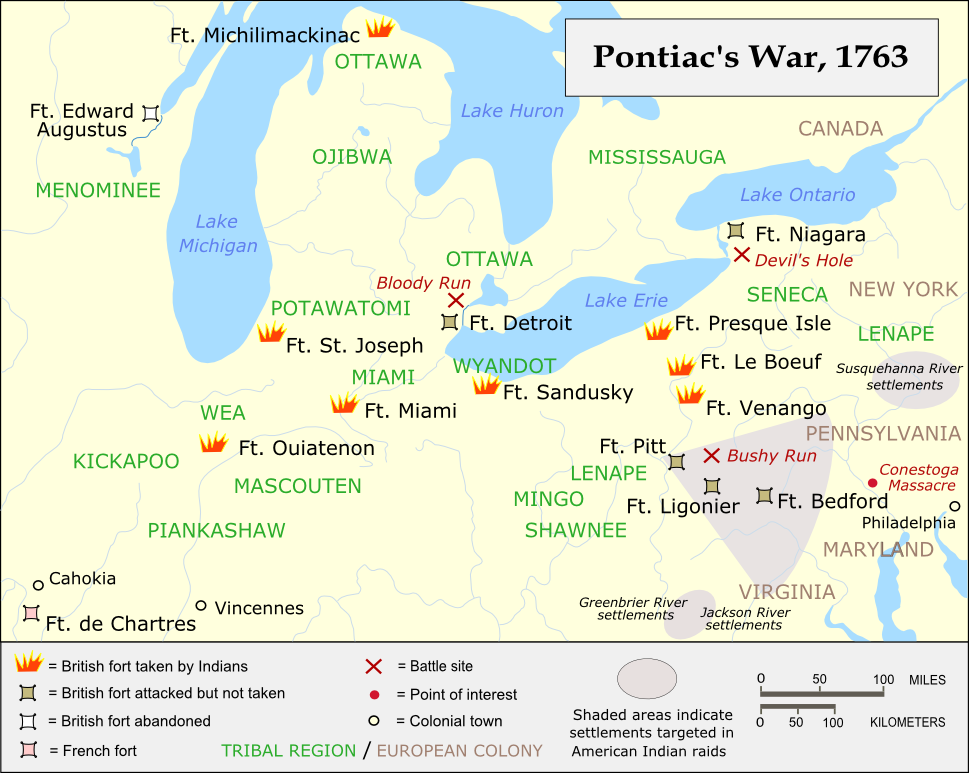
ポンティアック戦争の地図、エリー湖左にブラッディランが記されている

1763年4月、オタワ族族長オブワンディヤグ（ポンティアック酋長）はデトロイト砦を攻撃し、包囲戦に持ち込んだ。この戦いは失敗に終わったが、これはインディアンたちに覚醒を促した。その後ナイアガラ砦をはじめとして、イギリスの砦に対して何度か攻撃が加えられたが、デトロイト攻略に失敗したポンティアックは、イリノイカントリーに撤退した。ブラッディランの戦い後は、自分で戦線に出ることはなかったが、イギリス支配への抵抗を奨励し続けた。
このブラッディランの戦いには、ロジャーズ・レンジャーズも参戦していた。1763年7月31日未明、ジェームズ・ダリエル大尉率いる軍勢が、ポンティアックの野営地を目指してデトロイト砦を出発し、縦隊となってペアレンツクリークに架かる橋に差し掛かった。その時、森の中に隠れていたインディアンたちが一斉に銃撃を始めた。三方からの攻撃でイギリス軍は混乱したが、ロジャーズだけは、最初の銃声を聞いて、レンジャーズに防御に着くように命じた。結局軍勢はデトロイト砦に撤退し、その最後尾でロジャーズはうまく相手を切り崩した。このブラッディ・ランの地名は、この戦いで戦死したイギリス兵の血で、ペアレンツクリークが赤く染まったことに由来している。後にロジャーズはこの戦争にちなんで"Ponteach: or the Savages of America"という戯曲を発表した。

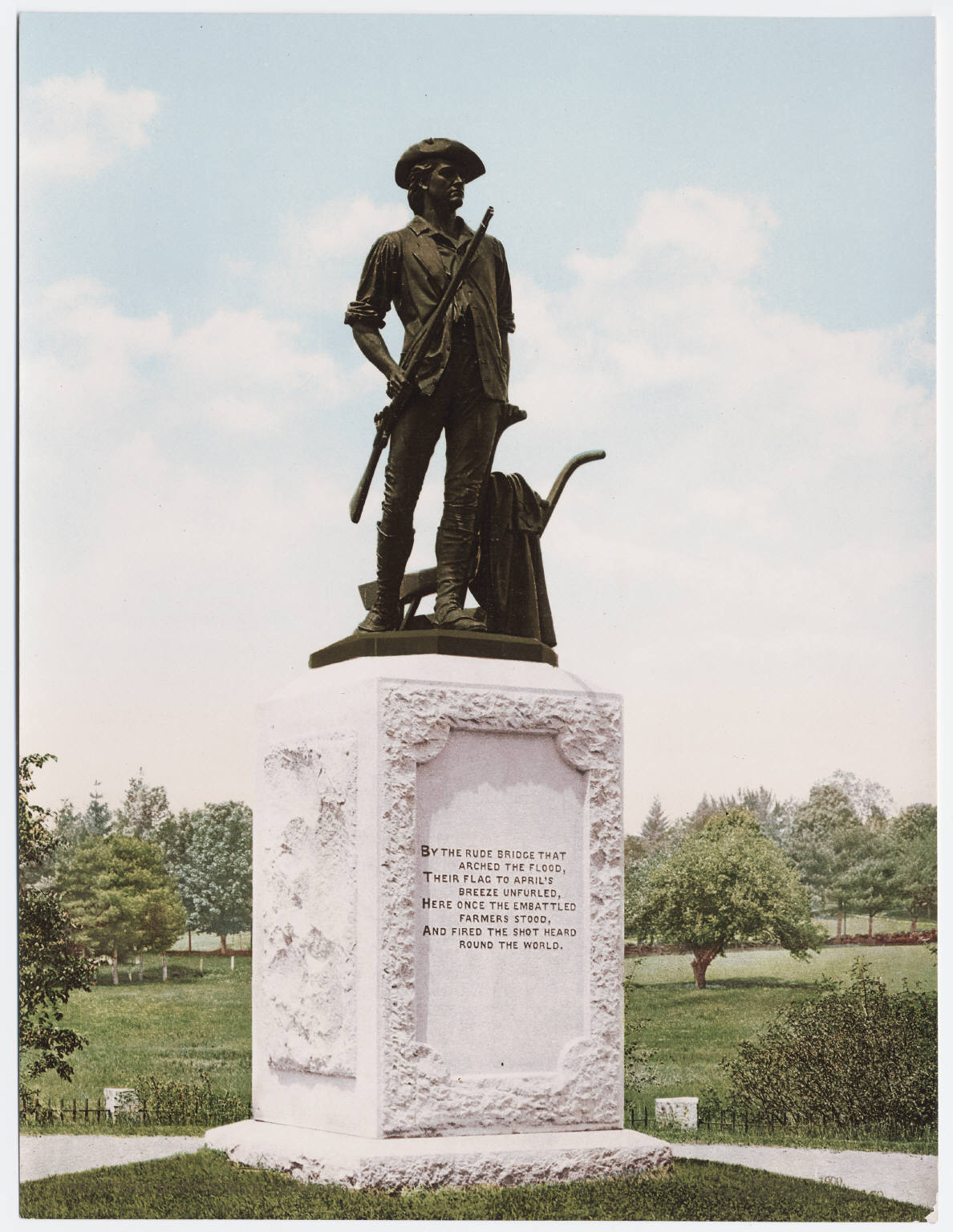
ミニットマンの像

レキシントンとコンコードでアメリカ独立戦争が勃発したのを受けて、かつてのレンジャーズはミニットマンとしてイギリス軍と戦った。ロジャーズは戦争後、大陸軍の指揮官、ジョージ・ワシントンに、力になりたい旨を申し出たが、ワシントンは断った。長期のイギリス滞在から戻ったばかりのロジャーズを、スパイではないかと警戒したのだった。この裏切りに激怒したロジャーズは、イギリス軍に合流し、そこでクイーンズ・レンジャーズを編成した。これは後にキングズ・レンジャーズとなった。かつてのレンジャーズの一部の兵は、アメリカ軍として、シャンプラン湖の周辺で、ベネディクト・アーノルドの指揮下にあった。

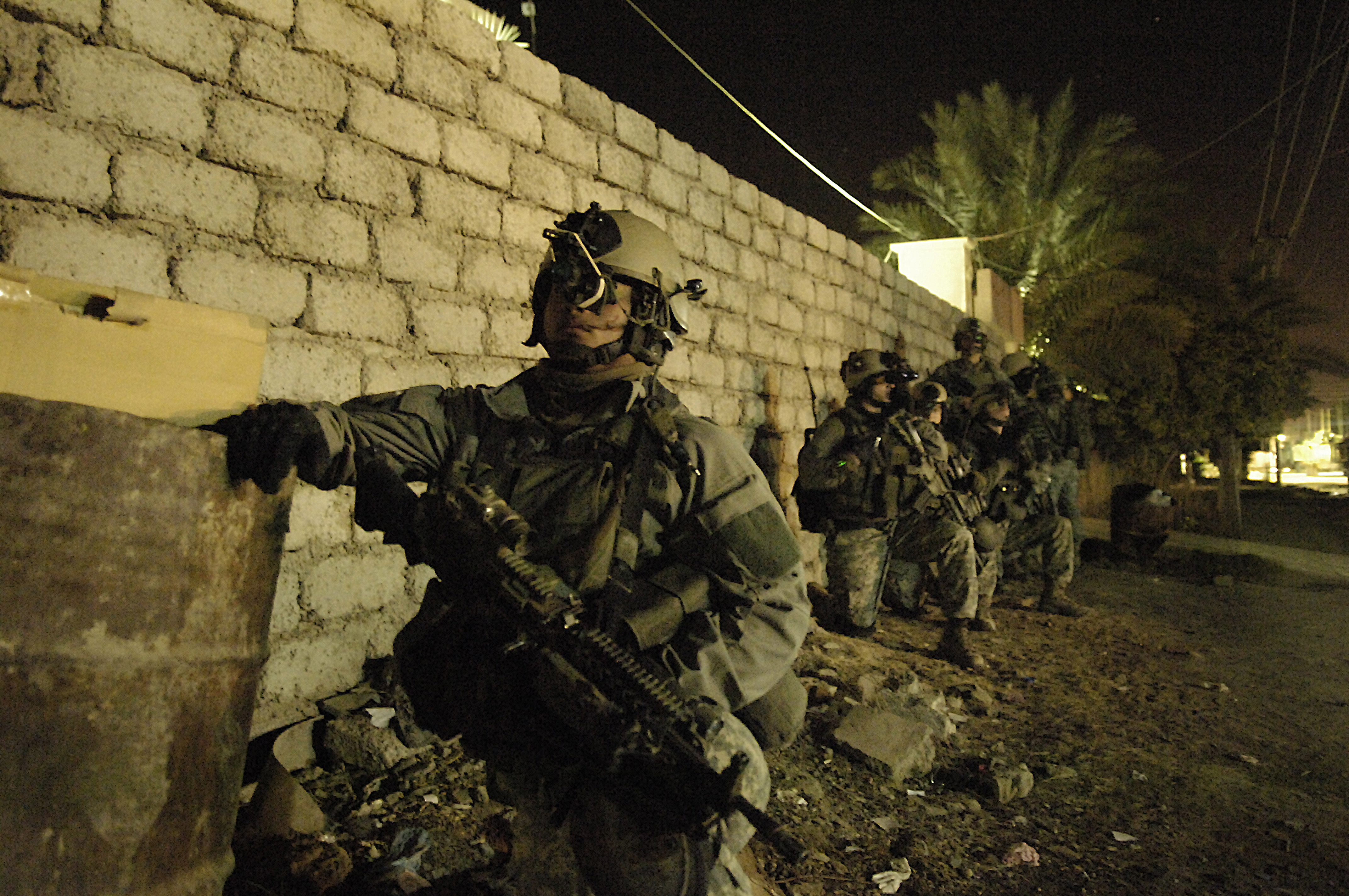
任務につくアメリカ陸軍第75レンジャー連隊（2007年、イラク）

カナダのクイーンズ・ヨーク・レンジャーズ、アメリカ陸軍第119野砲連隊、アメリカ陸軍第75レンジャー連隊はロジャーズ・レンジャーズの流れを受け継いでいると主張している。また、MLBのテキサス・レンジャーズのレンジャーズという愛称は、南北戦争後に、治安維持のために作られた、ロジャーズ・レンジャーズを模した公安組織の愛称から取られている。グリーン・ベレーはロジャーズ・レンジャーズの緑の帽子と服の伝統を受け継いでいる。
1775年、大陸会議は独立戦争に備えて、精鋭のライフル兵による8つの中隊を作った。1777年、ダン・モーガンが指揮を執る猟兵たちはコープス・オブ・レンジャーズとして知られた。「スワンプ・フォックス」フランシス・モリソンは、マリオンズ・パーティザンスとして知られる、また別のレンジャー部隊を独立戦争時に組織した。

## 大衆文化におけるロジャーズ・レンジャーズ
ケネス・ロバーツの、1937年に発表された歴史小説『ノースウエスト・パッセージ』（Northwest Passage）には、サンフランソワ襲撃の描写が出てくる。この小説は1940年に映画化もされており、日本でも『北西への道』のタイトルでDVDが発売されている。小説では他にも、スティーヴン・ブランメルの歴史小説“White Devil - A True Story of War, Savagery, and Vengeance in Colonial America,”に、サンフランソワ襲撃に関して細かい記述がなされている。また、マインド・ラブ・フィルムズは、ロバート・ロジャーズとレンジャーズに関するドキュメンタリー「かんじきの戦い」（1758年のもの）を制作している。
ロジャーズの生誕の地とされる、マサチューセッツ、メテュエンのメテュエン高校のスポーツ系クラブの愛称はすべてレンジャーズである。　
2009年のゲーム「エンパイア　トータルウォー」は、特殊部隊編でロジャーズ・レンジャーズが実行部隊として登場する。
シンガーソングライターのクリス・ショウのアルバム『アディロンダック・セレナーデ』には、Battle on Snowshoes（かんじきの戦い）という曲が収録されている。

## 著名なレンジャー
- ロバート・ロジャーズ（少佐）
- ジェームズ・ロジャーズ（大尉）
- ジョン・スターク（大尉）
- モーゼス・ヘイズン
- イスラエル・パットナム
- ウィリアム・スターク